# Hasdrubal Barca
Pour les articles homonymes, voir Hasdrubal.
 (mars 2018).
Si vous disposez d'ouvrages ou d'articles de référence ou si vous connaissez des sites web de qualité traitant du thème abordé ici, merci de compléter l'article en donnant les références utiles à sa vérifiabilité et en les liant à la section « Notes et références ».
Sauf précision contraire, les dates de cet article sont sous-entendues « avant l'ère commune » (AEC), c'est-à-dire « avant Jésus-Christ ».
Hasdrubal Barca, né en 245 av. J.-C. à Carthage et mort en 207 av. J.-C. au Métaure, est un militaire carthaginois. Il est le deuxième fils d'Hamilcar Barca et le frère d'Hannibal Barca, membres de la dynastie des Barcides.

## Biographie
Hasdrubal participe à la deuxième guerre punique et commande des troupes carthaginoises en Hispanie en 218 av. J.-C. Il y éprouve d'abord des revers puis, aidé par Massinissa, roi des Numides, il bat les deux Scipions, Publius Cornelius Scipio et son frère Gnaeus Cornelius Scipio Calvus, en 212 av. J.-C. L'Hispanie aurait pu tomber aux mains des Carthaginois si un chevalier romain du nom de Lucius Marcius n'avait remporté deux victoires contre les camps carthaginois d'Hasdrubal Gisco et de Magon. L'arrivée de Scipion l'Africain en 211 av. J.-C. est suivie d'un renversement de situation. En 208 av. J.-C., il affronte Hasdrubal lors de la bataille de Baecula et le vainc. Cela n'empêche pas Hasdrubal de lever une armée pour rejoindre son frère Hannibal.

Expédition d'Hasdrubal d'Hispanie en Italie.

Durant l'hiver 208 av. J.-C., Hasdrubal quitte le centre de l'Hispanie et marche vers le territoire des Vascons pour franchir les Pyrénées par l'ouest, l'est étant contrôlé par les Romains. Il traverse sans encombre l'Aquitaine et le sud de la Gaule. Au printemps 207 av. J.-C., après avoir passé les Alpes par une voie non encore identifiée, il tente de rejoindre Hannibal en Italie avec de puissants renforts. Il met le siège devant Plaisance, sans succès. Alors qu'il reprend la route vers le Bruttium où se trouve son frère, il est arrêté dans sa marche par l'armée romaine. Les deux consuls romains, Caius Claudius Nero et Marcus Livius Salinator, avaient fait la jonction de leurs deux armées après que Caius Claudius Nero eut décidé de quitter sa province à la poursuite d'Hannibal. Cette deuxième armée consulaire devait être amenée subrepticement pour surprendre Hasdrubal. Ce dernier découvre le piège et essaie de fuir avec son armée mais il est rattrapé près du fleuve Métaure en Ombrie. La bataille qui suit, la bataille du Métaure, est une importante victoire romaine. Selon Tite-Live, 56 000 Carthaginois sont tués — dont Hasdrubal — et 5 400 faits prisonniers. Les vainqueurs coupent la tête d'Hasdrubal et la jettent devant le camp d'Hannibal.

Arbre généalogique de la famille des Barcides.